# Scrooge McDuck
Scrooge McDuck este un personaj fictiv, creat în 1947, de către Carl Barks în perioada în care era angajat la Compania Walt Disney. Scrooge McDuck reprezintă o rață antropomorfizată, de origine scoțiană, ce are cioc, picioare și labe galbene spre portocalii. De obicei este văzut cu o redingotă albastră cu roșu, joben, ochelari în stilul Pince-nez și jambiere. În fiecare apariție animată el vorbește cu accent scoțian.
Numit după celebrul personaj Ebenezer Scrooge, din romanul Colind de Crăciun (A Christmas Carol), personajul reprezintă un magnat de afaceri extrem de bogat și un auto-proclamat "capitalist de aventură", a cărui caracteristică dominantă este chibzuința. Este unchiul maternal al Rățoiului Donald, și stră-unchiul lui Huey, Dewey și Louie.  Scrooge McDuck  este cel mai bogat din toată lumea. El este mare industriaș, businessman, deținătorul celor mai mari probleme miniere și multor fabrici ce operează diverse activități. Iar "Binul de Bani" ("Money Bin") al său (și chiar însăși Scrooge) sunt folosite, în cultura populară prin tot globul, adesea ca metonime și fac referire la o avere uriașă.
Scrooge McDuck și-a făcut prima apariție în povestea numită „Christmas on Bear Mountain”, publicată în numărul 178 din benzile desenate Four Color Comics, din decembrie 1947, de către artistul Carl Barks. Este posibil ca aspectul său fizic să fie bazat pe ipostaza Rățoiului Donald, ca un "salvator de economii", în desenul propagandist din 1943 The Spirit of '43. Mai târziu, Barks a remarcat faptul că a vrut să-l folosească pe Scrooge doar ca un personaj într-o singură poveste, dar mai târziu a decis că acesta (pe lângă norocul său) poate fi util pentru a motiva și alte povești. Barks a continuat experimentarea cu apariția lui Scrooge și personalitatea sa peste următorii patru ani.
După ce creatorul său s-a pensionat, personajul și-a continuat viața sub tutela altor artiști. În 1972 Barks a fost presat în a scrie mai multe povești pentru Disney. În câteva povești de pe vremea aceea, Scrooge a jucat rolul de răufăcător, similar cu rolul pe care îl avea înainte de a-și obține propria serie. Sub Barks, Scrooge era tot timpul un personaj maleabil, care avea personalități diferite, depinzând de premisa poveștii. Artistul italian Romano Scarpa a realizat diverse noutăți în universul lui Scrooge McDuck, printre care amanta sa stilată, Brigitta McBridge, și Gideon McDuck, fratele său ce este editor de ziare. Iar aceste personaje au apărut cel mai mult în benzi desenate europene.
Ca personaj, Scrooge McDuck este foarte neînțeles. În primii ani era drăguț și politicos, dar insultele societății de către oamenii cruzi, pe lângă și ingratitudinea celor pe care el i-a ajutat să treacă peste problemele lor, l-au transformat pe Scrooge într-o persoană crudă, egoistă și cu multă putere. Crezând că s-a făcut abuz de el, nu dorea să accepte că alții aveau probleme reale. Asta l-a făcut foarte respingător și fără inimă. Iar nimeni nu-i putea înțelege problemele, nici măcar nepoții lui. Această izolare i-a deschis calea către putere și avere nespusă. Totuși, el tot are o inimă bună, și îi va ajuta mereu pe cei stresați sau panicați.
Ca și alte personaje din franciza Disney, popularitatea internațională a personajului a rezultat în literatură ce a fost tradusă în alte limbi. Benzile desenate au fost mijlocul său principal de apariții, deși a apărut și în multe apariții animate, cea mai notabilă fiind desenul animat din 1967 numit "Scrooge McDuck and Money", unde acesta îi învață pe nepoții lui despre importanța și istoria banilor de pretutindeni. În 1974 Disneyland Records a realizat o adpatare audio după clasicul lui Charles Dickens, Colind de Crăciun, în care personajul joacă rolul fix personajului după care a fost bazat, și anume Ebenezer Scrooge. Opt ani mai târziu, compania Disney a făcut un film animat după aceeași poveste, sub forma lui Colindul lui Mickey (Mickey's Christmas Carol). A apărut și ca el însuși în episodul special Sport Goofy in Soccermania (1987).
Însă, cel mai mare rol al acestui personaj a fost în propriul serial animat, unde el este personajul principal, Povești cu Mac-Mac (DuckTales,) din 1987, ce se bazează pe benzile desenate ale lui Carl Barks. În aceste episoade, Scrooge a devenit purtătorul de grijă al lui Huey, Dewey și Louie, în timp ce Donald se alătură Marinei SUA. Personalitatea sa din serialul acesta este ceva mai blândă decât în aparițiile anterioare; cruzimea i-a fost înjosită de-a binelea, iar atitudinea abrazivă îi este redusă în o mulțime de episoade la un unchi capricios, dar iubăreț. Chiar și așa, câteva părți din caracterul lui Barks mai pot fi văzute, în special în primele episoade.
Mai apare ca un personaj ocazional în câteva episoade din Fabrica de râs a lui Mickey (Mickey Mouse Works), Casa lui Mickey Mouse (Disney's House of Mouse) și noul serial Mickey Mouse din 2013.
În noul reboot Povești cu Mac-Mac din 2017, Scrooge îi aduce atât pe nepoții săi cât și pe Donald în noua sa casă la sfârșitul episodului-pilot. Acest serial indică că Scrooge s-a aventurat în trecut cu nepotul Donald, cât și cu nepoata Della Duck. Însă un eveniment petrecut cu 10 ani înaintea începerii acestui reboot a făcut ca Donald și Scrooge să taie orice legătură între ei. Din această cauză acum el pare a avea o atitudine negativă asupra familiei, și inițial este dezinteresat în a petrece timpul cu băieții până în momentul în care aceștia îl asistă în câteva aventuri.

## Legături externe
- Scrooge McDuck la Internet Movie Database